# Mikael Arzumanyan
Mikael Alberti Arzumanyan (en armenio: Միքայել Ալբերտի Արզումանյան, nacido el 12 de junio de 1973) es un teniente general de la República de Artsaj, que anteriormente se desempeñó como comandante del Ejército de Defensa de Artsaj y ministro de Defensa. Nació el 12 de junio de 1973 en Stepanakert en el Óblast autónomo del Alto Karabaj.

## Biografía
De 1991 a 1992, durante la primera guerra del Alto Karabaj, fue voluntario en la Compañía de Bekor Ashot, participando en las batallas por Füzuli, Martakert, Askeran y Kalbajar. De 1995 a 1999, Arzumanyan comandó un batallón de reconocimiento separado. En 1999, se graduó de la Universidad Estatal de Ereván. A principios de la década de 2000, era estudiante de la Academia Militar del Ministerio de Defensa de la Federación Rusa. Luego, ocupó el cargo de comandante de división. En febrero de 2018, Arzumanyan fue destituido del cargo de Primer Comandante Adjunto de la Unidad Militar n.º 19916. El 24 de junio de 2019, fue nombrado Comandante Adjunto del Ejército de Defensa. Un año después, el 21 de junio, fue relevado de este cargo. El 27 de octubre de 2020, el presidente de Artsaj Arayik Harutyunián nombró a Arzumanyan como ministro de Defensa. Su nombramiento siguió a la lesión de su predecesor Jalal Harutyunyan durante la segunda guerra del Alto Karabaj. Junto con su nombramiento para el cargo, Arzumanyan recibió el rango de teniente general. Tras el acuerdo de alto el fuego que puso fin a la guerra, prometió una revisión de las deficiencias militares en el Ejército de Defensa. Fue despedido el 11 de septiembre de 2021.

## Premios
- Orden de la NKR "Battle Cross" I Grado
- Orden de la República de Armenia "Cruz de Batalla" II Grado
- Medalla de la NKR "Por la liberación de Shushi"
- Medalla de la República de Armenia "Por Servicios a la Patria" II Grado